# The New Jedi Order
Star Wars: The New Jedi Order, spesso abbreviata in The New Jedi Order o New Jedi Order, è una serie di romanzi facente parte dell'Universo espanso di Guerre stellari. Consiste di diciannove romanzi, tre novelle ebook e tre racconti brevi, scritti da dodici autori differenti e pubblicati da Del Rey Books tra il 1999 e il 2003.
La storia si articola nel corso di quattro anni, e prende le mosse nell'anno 25 ABY con l'invasione della galassia da parte di un'orda aliena di fanatici religiosi: gli yuuzhan vong. La Nuova Repubblica e il Nuovo Ordine Jedi, guidato da Luke Skywalker, si mobilitano per affrontare la minaccia, e combattono una guerra dalle alterne vicende, sul cui teatro agiscono personaggi vecchi e nuovi.
Concepito come uno dei progetti più ambiziosi e strutturati dell'Universo espanso fino a quel punto, The New Jedi Order aprì la strada a serie pluriautoriali future come Legacy of the Force e Fate of the Jedi. A complemento della serie sono stati pubblicati anche fumetti e guide tie-in.

## Trama
Dopo secoli di vagabondaggi, nel 25 ABY gli alieni yuuzhan vong raggiungono il limitare della galassia e lanciano un'invasione in cerca di nuovi mondi abitabili. Essi sono un popolo extraterrestre di feroci e ferventi guerrieri, la cui civiltà è basata sul culto delle proprie divinità, su una rigida distinzione in caste, e sul completo rigetto di ogni tipo di tecnologia in favore di innesti e strumenti biotecnologici. Durante la loro avanzata attraverso l'Orlo Esterno, gli yuuzhan vong alterano l'orbita di una luna di Sernpidal per farla precipitare sul pianeta, sul quale si trovano casualmente anche Luke Skywalker, Mara Jade, la famiglia Solo, Chewbecca e i drodi C-3PO e R2-D2; nel corso dell'evacuazione Chewbecca rimane ucciso per salvare il piccolo Anakin Solo. La Principessa Leila tenta inutilmente di avvertire il capo di Stato Borsk Fey'lya della minaccia, ma la Nuova Repubblica è attraversata da dissidi interni, fomentati dall'agente yuuzhan vong sotto copertura Nom Anor, e sottovaluta il pericolo, rispondendo in ritardo e in maniera inadeguata. Intanto gli alieni procedono a "vongformare" i pianeti assoggettati, sconvolgendone l'ambiente per renderli abitabili dagli vong, e a schiavizzare o mettere in fuga la loro popolazione. L'ordine Jedi riesce a cogliere qualche limitato successo iniziale, sebbene sia diviso al suo interno su come affrontare la minaccia, con Luke che invoca una linea di condotta attendista e diplomatica.
Per risolvere il problema del crescente numero di rifugiati costretti ad abbandonare i loro mondi, la Nuova Repubblica stabilisce il trasferimento degli esuli sul pianeta Duro, ma contestualmente anche gli yuuzhan vong posano gli occhi sul pianeta, per via della sua posizione strategica verso il nucleo della galassia. Infine Duro cade nelle mani degli invasori. Durante l'assedio Jacen Solo taglia una gamba al signore della guerra Tsavong Lah e salva la madre Leila dalla prigionia nemica. Irato per essere stato sconfitto da un Jedi, Lah offre ai cittadini della galassia dei negoziati di pace in cambio della consegna dei Jedi. La proposta trova terreno fertile tra i politici e i cittadini che imputano i Jedi responsabili dei fallimenti militari contro gli vong. I membri dell'ordine sono così costretti a darsi alla fuga per non finire catturati o uccisi da cacciatori di taglie e dalla Peace Brigade, un'organizzazione di simpatizzanti degli yuuzhan vong. Mara Jade riesce a mettersi in salvo da una di queste cacce, e dà poi alla luce il figlio Ben. Inaspettatamente, invece, i Jedi finiscono per essere riveriti come salvatori dagli yuuzhan vong appartenenti alla casta degli emarginati, tra le cui file si sviluppa il culto eretico "Jeedia".
Per accelerare lo sterminio dei Jedi gli yuuzhan vong iniziano la clonazione dei voxyn, pericolose creature che cacciano gli individui sensibili alla Forza. Una squadra d'assalto comandata da Anakin Solo, e formata da giovani Jedi come Jacen, Jaina, Tenel Ka, e Zekk, si avvia allora verso Myrkr per distruggere la fabbrica di riproduzione dei voxyn. La missione dei Jedi ha successo ma al prezzo di molte vite, tra cui quella dello stesso Anakin, mentre Jacen viene catturato. Insoddisfatti dai risultati ottenuti nella caccia ai Jedi, gli yuuzhan vong attaccano la capitale galattica Coruscant, conquistando il pianeta dopo un duro bombardamento orbitale e una brutale invasione. Borsk Fey'lya rifiuta di consegnarsi ai nemici e si suicida facendosi esplodere in una violenta deflagrazione che uccide migliaia di guerrieri. La battaglia segna la sconfitta definitiva della Nuova Repubblica, con gli vong che tengono sotto il loro controllo circa metà della galassia; Coruscant viene preparato alla vongformazione e rinominato Yuuzhan'tar in onore del pianeta natale degli vong. Wedge Antilles e altri vertici militari rifiutano però la resa e continuano a combattere gli invasori, ma anche il loro tentativo di riconquistare Borleias fallisce infine a causa della scarsità di truppe e armamenti.
Dopo la sua cattura su Myrkr, Jacen viene trasferito su Coruscant e sottoposto a crudeli torture da parte degli yuuzhan vong. Durante questo periodo di prigionia il giovane stringe un legame con Vergere, una Jedi Oscura prigioniera degli vong da oltre cinquant'anni, che diventa una sorta di guida spirituale per Jacen, instradandolo a una visione più ampia della Forza e all'uso del lato oscuro. Grazie all'aiuto di Vergere e al sacrificio del Jedi Ganner Rhysode, Jacen riesce a evadere, evitare la cattura, sabotare il processo di vongformazione di Coruscant e lasciare il pianeta insieme a Vergere. Intanto ciò che resta della Nuova Repubblica si riorganizza su Mon Calamari e si ricostituisce nella Federazione Galattica delle Alleanze Libere, sotto la leadership di Cal Omas. Il capo di Stato incarica Ian Solo e Leila di portare una richiesta di alleanza all'Imperial Remnant; Gilad Pellaeon rifiuta però di scendere in guerra, ma consegna ai due delle mappe iperspaziali imperiali segrete del Nucleo Profondo. Sfruttando queste informazioni e i punti deboli degli yuuzhan vong, l'ammiraglio Ackbar prepara un piano per attirare la flotta nemica in una trappola sulla luna Ebaq IX. La strategia si rivela vincente: un terzo delle forze vong vengono annientate, mentre sulla luna Tsavong Lah viene ucciso da Jaina, e Vergere si sacrifica per salvare Jacen.
Luke scopre il legame degli yuuzhan vong con il pianeta vivente Zonama Sekot, il quale ha avuto origine da Yuuzhan'tar poco prima di essere devastato dagli alieni, e si mette alla sua ricerca a capo di un piccolo gruppo di Jedi per richiedere il suo aiuto nel porre fine alla guerra. Il loro viaggio li porta ad attraversare l'Imperial Remnant e l'Ascendenza Chiss, verso le Regioni Ignote. Trovato il pianeta, esso rifiuta inizialmente di assecondare le loro richieste di aiuto, ma si convince poi quando nota che i Jedi sono nel giusto. Su ordine del signore supremo Shimrra Jamaane, anche gli vong si mettono sulle tracce di Zonama Sekot, ma per distruggerlo, in quanto reputato una possibile minaccia alla loro invasione. A tal fine Nom Anor infetta il pianeta con un virus letale, ma Zonama Sekot annulla l'energia distruttiva del morbo compiendo un salto nell'iperspazio.
Nel frattempo, nel disperato tentativo di capovolgere l'andamento del conflitto dopo la disastrosa sconfitta di Ebaq IX, Shimrra ordina l'assalto alla capitale dell'Alleanza Galattica Mon Calamari. La Federazione e i Jedi riescono a respingere l'attacco, mentre il grosso della flotta viene inviato a riconquistare Coruscant ottenendo l'appoggio delle forze dell'Imperial Remnant. Mentre infuria la battaglia, Zonama Sekot emerge dall'iperspazio proprio nello spazio di Coruscant, gettando gli yuuzhan vong nel caos. Aiutati dalla casta degli emarginati, che vedono la possibilità di rovesciare i loro oppressori vong, i Jedi guidano l'invasione delle postazioni nemiche sul pianeta. Luke affronta e decapita Shimrra, mentre Jaina e Jacen combattono contro Onimi, che si rivela essere il vero signore supremo degli vong. Infine Jacen attinge a tutto il potere della Forza per sopraffare e consumare letteralmente il suo avversario. Con la morte del loro leader e le loro forze ormai annientate, il signore della guerra Nas Choka, ultimo comandante rimasto degli vong, ordina la resa incondizionata. Alcuni yuuzhan vong preferiscono suicidarsi piuttosto che arrendersi, altri accettano di entrare nella civiltà galattica e di aiutare a ripristinare i tanti pianeti vongformati al loro stato originario; il grosso degli alieni infine si trasferisce su Zonama Sekot, il quale riprende il suo viaggio per le Regioni Ignote.

## Creazione e sviluppo
Nel 1997 i diritti per la pubblicazione dei romanzi di Guerre stellari vennero acquistati da Del Rey Books, la quale — a differenza della Bantam Spectra prima di lei, che si era focalizzata prevalentemente su romanzi autoconclusivi o trilogie — mise in cantiere la produzione di una serie di ampio respiro, che in diversi romanzi successivi avrebbe coperto un arco di cinque anni nella cronologia dell'Universo espanso.
Gli incontri preliminari di pianificazione della serie che sarebbe diventata The New Jedi Order si tennero allo Skywalker Ranch e vi parteciparono in rappresentanza della Lucas Licensing la direttrice del reparto editoriale Sue Rostoni e la direttrice delle pubblicazioni Lucy Autrey Wilson, per conto di Del Rey la caporedattrice Shelly Shapiro, oltre al vicepresidente della Dark Horse Comics Randy Stradley e a diversi autori che erano già coinvolti nel progetto, tra cui Michael A. Stackpole e James Luceno. Dal momento che molti dei romanzi pubblicati fino a quel punto si erano focalizzati sul prosieguo della guerra tra la Nuova Repubblica e l'Impero Galattico, si decise di introdurre una nuova minaccia più vasta e sinistra, in forma di un'invasione aliena. L'idea, tra l'altro, era già stata concepita dalla Dark Horse, che ne aveva gettato le basi con il personaggio di Nom Anor nel fumetto Star Wars: Crimson Empire. George Lucas proibì di rendere gli invasori degli adepti del lato oscuro, motivo per cui il team li caratterizzò infine come dei fanatici religiosi refrattari alla Forza e alla tecnologia. Il nome "yuuzhan vong" derivò invece da un ristorante di New York che diversi membri del team di sviluppo erano soliti frequentare. L'equipe delineò quindi una trama preliminare della serie, tracciandone i punti principali incluso il finale, ma lasciandosi aperta la possibilità di modificarla o farle prendere direzioni impreviste. Venne inoltre istituito un database per coordinare la continuity degli archi narrativi e i nuovi personaggi.
I creatori decisero che una nuova generazione di personaggi avrebbe rivestito un ruolo principale, comparendo al fianco dei vecchi protagonisti della saga. Ci si rivolse quindi a personaggi adatti, già introdotti in opere precedenti dell'Universo espanso, in particolare i figli di Ian Solo e di Leila Organa: i gemelli Jacen e Jaina Solo, il cui addestramento Jedi era stato mostrato nella serie Giovani cavalieri Jedi, e Anakin Solo, protagonista di Junior Jedi Knights. Anakin era stato inizialmente individuato come l'eroe di The New Jedi Order, ma Lucas riteneva che il suo nome e la sua storia avrebbero generato confusione con il personaggio e la parabola di Anakin Skywalker, così i ruoli di Anakin e Jacen vennero scambiati. Convinti che l'ambientazione e le storie fossero diventate troppo sicure per i protagonisti della saga, i creativi ritennero necessario uccidere un personaggio principale in modo da dare alla storia un forte impatto emotivo e scuotere le aspettative dei fan. Quando la proposta giunse a Lucas, l'autore fornì una lista di personaggi intoccabili, e, sondando i restanti, la scelta ricadde infine su Chewbecca, personaggio amato ma poco incisivo ai fini della storia.

## Opere

### Romanzi
1. Vector Prime di R. A. Salvatore (1999)
2. Dark Tide I: Onslaught di Michael A. Stackpole (2000)
3. Dark Tide II: Ruin di Michael A. Stackpole (2000)
4. Agents of Chaos I: Hero's Trial di James Luceno (2000)
5. Agents of Chaos II: Jedi Eclipse di James Luceno (2000)
6. Balance Point di Kathy Tyers (2000)
7. Edge of Victory I: Conquest di Greg Keyes (2001)
8. Edge of Victory II: Rebirth di Greg Keyes (2001)
9. Star by Star di Troy Denning (2001)
10. Dark Journey di Elaine Cunningham (2002)
11. Enemy Lines I: Rebel Dream di Aaron Allston (2002)
12. Enemy Lines II: Rebel Stand di Aaron Allston (2002)
13. Traitor di Matthew Stover (2002)
14. Destiny's Way di Walter Jon Williams (2002)
15. Force Heretic I: Remnant di Sean Williams e Shane Dix (2003)
16. Force Heretic II: Refugee di Sean Williams e Shane Dix (2003)
17. Force Heretic III: Reunion di Sean Williams e Shane Dix (2003)
18. The Final Prophecy di Greg Keyes (2003)
19. The Unifying Force di James Luceno (2003)

### Novelle
1. Recovery di Troy Denning (2001)
2. Ylesia di Walter Jon Williams (2002)
3. Boba Fett: A Practical Man di Karen Traviss (2006)

### Racconti brevi
1. Emissary of the Void di Gregory Keyes (2002)
2. The Apprentice di Elaine Cunningham (2002)
3. Or Die Trying di Sean Williams e Shane Dix (2003)

### Fumetti
1. Equals and Opposites di Nathan Butler (2004)
2. Star Wars: Invasione (Star Wars: Invasion) (2009–2011)[10][11]

## Accoglienza
The New Jedi Order ha generato delle controversie tra i fan per la morte del popolare personaggio Chewbecca, avvenuto nel primo romanzo della serie Vector Prime. L'autore R. A. Salvatore stesso, sebbene stesse seguendo le indicazioni del team creativo dietro la progettazione della serie, si disse pentito di aver inserito la scena della morte nel suo romanzo. Alcuni critici giudicarono inoltre la serie come troppo cupa, seria e distante dallo spirito di Guerre stellari. Anche l'idea dell'invasione aliena e la caratterizzazione degli yuuzhan vong vennero avvertite come negative e stereotipate.